# Clubiona ikedai
Clubiona ikedai este o specie de păianjeni din genul Clubiona, familia Clubionidae, descrisă de Motoyoshi Ono în anul 1992. Conform Catalogue of Life specia Clubiona ikedai nu are subspecii cunoscute.